# Perthshire

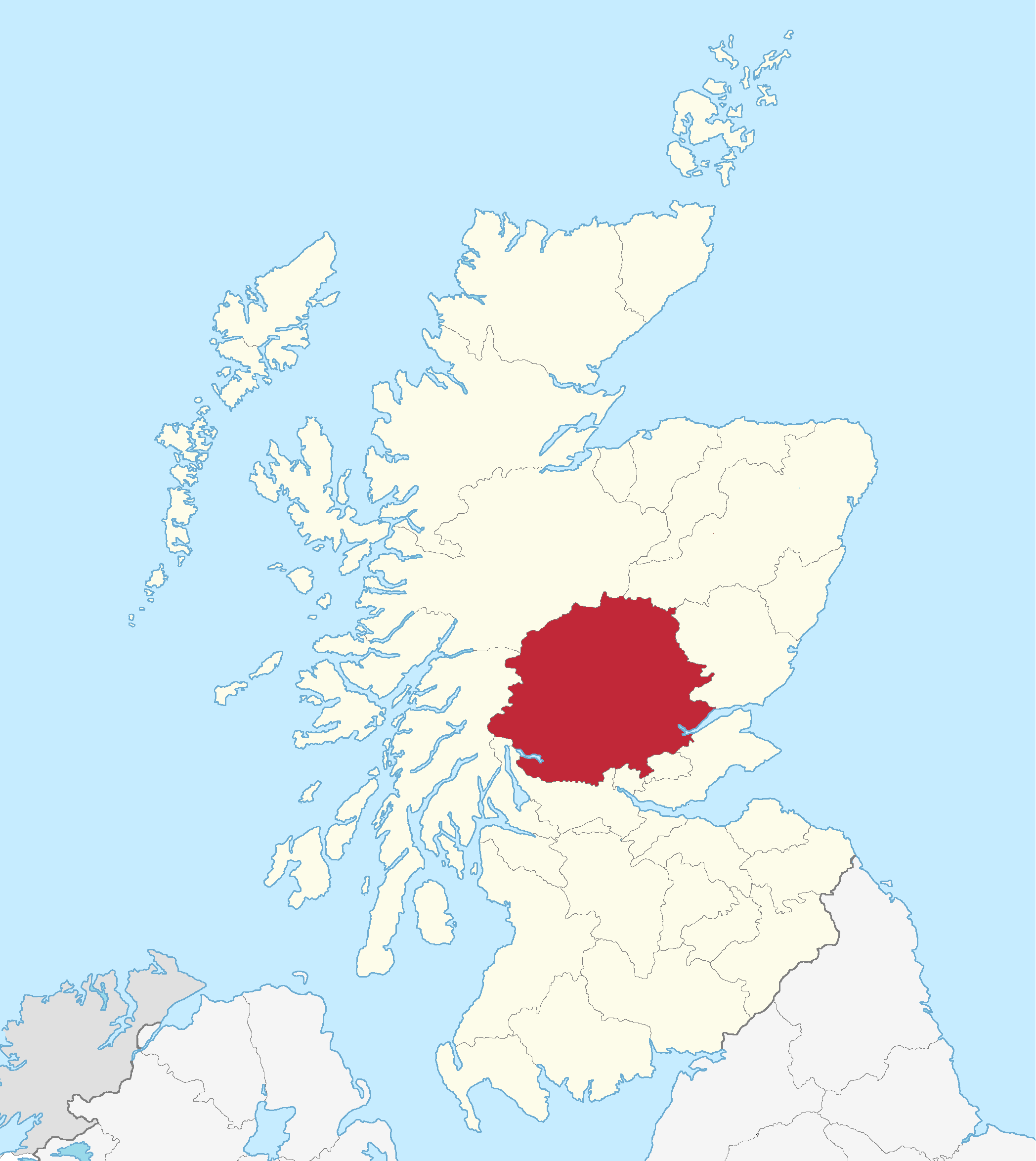
Perthshire, Escòcia.

Perthshire (Siorrachd Pheairt en gaèlic), oficialment Comtat de Perth, és un comtat al centre d'Escòcia. S'estén des de Strathmore a l'est, al pas de Drumochter al nord, Rannoch Moor i Ben Lui, a l'oest, i Aberfoyle al sud. Va ser un comtat de govern local des de 1890 fins a 1930.
Perthshire és conegut com el "gran país" per la seva varietat de paisatges, des de les riques valls agrícoles a la zona oriental, a les altes muntanyes del sud de Highlands.
Perthshire va ser un comtat administratiu en el període 1890-1975, governat per un consell de comtat. A partir de 1930 es va formar un consell amb el petit comtat veí de Kinross-shire.
El comtat va ser abolit el 1975 per l'Acta de Govern Local (Escòcia) de 1973 i dividit entre les regions Central i Tayside:
- West Perthshire (la zona situada a l'oest i al sud de Killin inclosos Callander, Crianlarich i Aberfoyle) es va incloure en el Districte Stirling de la Regió Central.
- Les parròquies de Muckhart i Glendevon van passar a formar part del districte Clackmannan, també a la Regió Central.
- Longforgan es va incloure al districte de la ciutat de Dundee, a la regió de Tayside.
- La resta de la província es va combinar amb el comtat de Kinross-shire i la parròquia Angus de Kettins per formar el consell de districte de Perth i Kinross a Tayside.

El sistema de dos nivells introduït el 1975, va ser reemplaçat per un sistema unitari d'autoritats el 1996. La zona de l'antic comtat està ara dividit entre el Consell de zones de Clackmannanshire, Perth i Kinross i Stirling. L'àrea compresa dins de Dundee el 1975 va ser traslladada a Perth i Kinross.
El comtat de frontera dels límits de Perthshire encara es fa servir per a les finalitats del registre de terres. Perthshire té aproximadament 5.300 km².

## Límits
Abans de la dècada de 1890, les fronteres de Perthshire eren irregulars: les parròquies de Culross i de Tulliallan van formar un enclavament a alguns quilòmetres de distància de la resta de la província, en els límits de Clackmannanshire i Fife, mentre que la part septentrional de la parròquia de Logie va formar un enclavament de Stirlingshire dins del Comtat. Seguint les recomanacions de la Comissió de Fronteres conforme l'Acta de Govern Local (Escòcia) de 1889, Culross i Tulliallan van ser traslladats a Fife, i tota la parròquia de Logie es va incloure dins Stirlingshire.

## Escut d'Armes
L'escut del comtat de Perth sembla que va ser concedit per al seu ús sobre els colors i els estàndards de les unitats de voluntaris i milícies del comtat aixecades a finals del segle xviii. El comte de Kinnoull, natural de Perthshire, i oficial comandant de la cavalleria de Perthshire i la cavalleria de Yeomanry, també era Lord Lyon King of Arms, i va presentar les armes al comtat el 1800. El document de la subvenció es va descobrir a la Oficina de Lió el 1890 i remesa al recentment format Consell de Comtat.
L'escut és molt similar a les armes reials escoceses, reflectint que Perthshire era el comtat de la casa de Dunkeld i conté l'antiga capital reial, Scone. Es fan referències reials sobre el cantó, que mostra el palau Scone sobrepassat per la Corona d'Escòcia. La cresta és un soldat dels Highland, que reflecteix que els famosos Black Watch es van formar al comtat. Els partidaris són una àliga i un cavall de guerra, els primers de les armes de la ciutat de Perth.

## Geografia

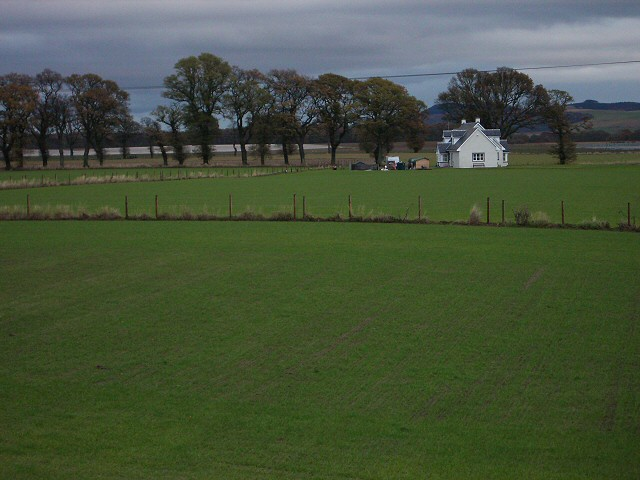
Les poc característiques terres planes de Carse of Gowrie

El comtat forma part de l'àrea geogràfica de lesHighlands. Consta de terres predominantment muntanyoses dins d'els Grampians, intercalades amb nombrosos llacs i barrancs. El punt més alt es troba a Ben Lawers a 1.214 m, cosa que el converteix en el quart pic més alt d'Escòcia. La majoria de ciutats són bastant petites, i les més grans es troben agrupades al sud-est del comtat. A l'extrem sud, al llarg de la frontera amb Clackmannanshhire i Kinross-shire, es troben els monts Ochil, i a la part sud-est, els monts Sidlaw, dins del comtat, continuant fins a Angus. Perthshire limita amb el Fiord de Tay al sud-est, que proporciona accés al mar del Nord; al llarg de la riba nord es troba Carse of Gowrie, una zona extremadament plana de terres destinades a l'agricultura. Dins del fiord es troba la petita illa de Mugdrum.